# Maciejewo (Leszno)
Pour les articles homonymes, voir Maciejewo.
Maciejewo (prononciation : [mat͡ɕɛˈjɛvɔ]) est un village polonais de la gmina d'Osieczna dans le powiat de Leszno de la voïvodie de Grande-Pologne dans le centre-ouest de la Pologne.
Il se situe à environ 6 kilomètres au nord-est d'Osieczna (siège de la gmina), à 16 kilomètres au nord-est de Leszno (siège du powiat) et à 54 kilomètres au sud de Poznań (capitale régionale).

## Histoire
De 1975 à 1998, le village faisait partie du territoire de la voïvodie de Leszno.

Depuis 1999, Maciejewo est situé dans la voïvodie de Grande-Pologne.